# Jagjit Kaur
Jagjit Kaur (Raj británico, 1930 – 15 de agosto de 2021) fue una cantante india que inició su carrera en la década de 1950. 

## Biografía
Kaur pertenecía a una familia aristocrática de Punyab. Interpretó una variedad de canciones entre las décadas de 1950 y 1980 que aparecieron en películas como Shagoon, Dil-e-Nadan, Bazaar y Kabhi Kabhie.
Se casó con el compositor y director musical Mohammed Zahur Khayyam en 1954, uno de los primeros matrimonios intercomunitarios de la industria del entretenimiento india. Tuvieron un hijo, Pradeep, quien falleció de un ataque cardiaco en 2012. Su esposo murió el 19 de agosto de 2019 a los 92 años.
Kaur falleció el 15 de agosto de 2021.

## Canciones destacadas
Algunas de las canciones por las que fue reconocida:
- "Khamosh zindagi ko afsaanaa mil gayaa", para la película from Dil-e-Nadan (1953)
- "Pehle to ankh milana" para la película Shola Aur Shabnam (1961)
- "Dekho dekho ji gori sasural chali", para la película Shagoon (1964)
- "Saada chidiya da chamba ve" para la película Kabhi Kabhi (1976)
- "Kaahe ko byahi bides" para la película Umrao Jaan (1981)
- "Chale aao saiyan rangeele main vaari re" para la película Bazaar (1982)